# دانيال برنهاردت
دانيال برنهاردت (بالألمانية: Daniel Bernhardt)‏ هو فنان قتالي وعارض وممثل سويسري، ولد في 31 أغسطس 1965 في سويسرا. بدأ مشواره المهني سنة 1996.

## أعمال

### أفلام
- (2003) الماتريكس 2[3][4][5]
- (2013) باركر[6][7]
- (2014) جون ويك[8][9]
- (2015) مصطلح الحياة
- (2016) البضائع الثمينة
- (2016)  الحرب الأهلية[10][11][12]
- (2017) شقراء ذرية[13]

### مسلسلات
- كاسل

## وصلات خارجية
- دانيال برنهاردت على موقع IMDb (الإنجليزية)
- دانيال برنهاردت على موقع ألو سيني (الفرنسية)
- دانيال برنهاردت على موقع أول موفي (الإنجليزية)
- دانيال برنهاردت على موقع قاعدة بيانات الأفلام السويدية (السويدية)
- دانيال برنهاردت على موقع قاعدة بيانات الفيلم (الإنجليزية)
- دانيال برنهاردت على موقع كينوبويسك (الروسية)